# 米蘭地鐵2號線
米蘭地鐵2號線（義大利語：Linea M2）是義大利米蘭的一條地鐵路線。米蘭地鐵2號線全長39.4公里，共有35個車站。因米蘭地鐵二號線的代表色是綠色，因此又稱米蘭地鐵綠線。

## 外部連結
- Milan Metro Network Map （页面存档备份，存于）
- Milan Metro in Figures （页面存档备份，存于）